# Luzy
 Luzy  es una población y comuna francesa, situada en la región de Borgoña, departamento de Nièvre, en el distrito de Ville de Château-Chinon y cantón de Luzy.

## Demografía
| 755 | 1 774 | 1 890 | 2 081 | 2 115 | 2 133 | 2 273 | 2 387 | 2 369 | 2 274 | 2 312 | 2 654 | 2 519 | 2 668 | 3 199 | 3 247 | 3 211 | 3 321 | 3 345 | 3 446 | 3 485 | 2 949 | 2 743 | 2 724 | 2 663 | 2 515 | 2 285 | 2 475 | 2 598 | 2 639 | 2 746 | 2 422 | 2 234 |
| Para los censos de 1962 a 1999 la población legal corresponde a la población sin duplicidades (Fuente: INSEE [Consultar]) |       |       |       |       |       |       |       |       |       |       |       |       |       |       |       |       |       |       |       |       |       |       |       |       |       |       |       |       |       |       |       |       |